# Diabeł z powyłamywanymi rogami
Diabeł z powyłamywanymi nogami – czwarty album studyjny polskiej heavymetalowej grupy Butelka wydany 19 października 2012 roku.

## Lista utworów
1. „Szatan” – 3:30
2. „Administracja” – 2:15
3. „Włam ” – 3:24
4. „Chce mi się pić” – 4:30
5. „Mięso” – 3:48
6. „Minister” – 3:52
7. „Piekło” – 5:26
8. „Lider nabity w butelkę” – 4:05
9. „To mnie wkurwia 2012” – 3:57
10. „Kioskarz chaosu” – 4:31
11. „Anonim” – 5:52

## Twórcy
- McButelka – wokal, instrumenty klawiszowe
- Grisch – gitara, wokal
- Gorzky – bas, wokal
- Grzała – perkusja, wokal